# Nędzerzew (Grande-Pologne)
Pour les articles homonymes, voir Nędzerzew.
Nędzerzew est une localité polonaise de la gmina d'Opatówek, située dans le powiat de Kalisz en voïvodie de Grande-Pologne.